# Милорад Штеровић
Др Милорад Штеровић је лекар Лесковачке болнице са посебним достигнућима на одељењу за физикалну медицину и рехабилитацију. др Милорад Штеровић је за начелника службе постављен децембра 1997. и на тој дужности остао је до 2001. године, када је смењен и уместо њега је на ту позицију дошао др Бранимир Раденковић.

## Биографија
Др Штеровић је рођен у Лесковцу 1952. године. Средње образовање завршио је 1971. године. Уписао је Медицински факултет у Нишу и завршио га 1978. године. По одслужењу војног рока засновао је радни однос у фармацеутској индустрији „Здравље” у тиму за фармакоинформатику фармацеутског маркетинга. После годину дана прешао је у амбуланту „Здравља” као лекар опште праксе. Затим је добио специјализацију физикалне медицине и рехабилитације. По завршеној специјализацији 1987. године, радио је као физијатар у Диспанзеру за спортску медицину, а крајем 1997. прешао је на одељење за физикалну медицину и рехабилитацију и постао начелник те службе.